# VSD Rangers 2023
Questa voce raccoglie le informazioni riguardanti i VSD Rangers nelle competizioni ufficiali della stagione 2023.

## Hungarian Football League 2023

### Stagione regolare
| Miskolc 1º aprile 2023, ore 15:00 1ª giornata | Borsod Bobcats | 9 – 6 | VSD Rangers | Miskolci Atlétikai Centrum |

| Tatabánya 8 aprile 2023, ore 15:00 2ª giornata | Tatabánya Mustangs | 8 – 55 | VSD Rangers | Tatabánya Olimpikon utca |

| Székesfehérvár 15 aprile 2023, ore 15:00 3ª giornata | VSD Rangers | 6 – 18 | Budapest Cowbells | First Field |

| Szeged 30 aprile 2023, ore 15:00 5ª giornata | CFS Guardians | 13 – 6 | VSD Rangers | Tiszavirág Sportuszoda |

| Székesfehérvár 14 maggio 2023 7ª giornata | VSD Rangers | 0 – 20 | Budapest Titans | First Field |

| Székesfehérvár 28 maggio 2023, ore 15:00 9ª giornata | VSD Rangers | 7 – 13 | Szombathely Crushers | First Field |

## Statistiche di squadra
| Competizione      | %Vittorie | In casa | In casa | In casa | In casa | In casa | In casa | In trasferta | In trasferta | In trasferta | In trasferta | In trasferta | In trasferta | Totale | Totale | Totale | Totale | Totale | Totale |
| Competizione      | %Vittorie | G       | V       | N       | P       | Pf      | Ps      | G            | V            | N            | P            | Pf           | Ps           | G      | V      | N      | P      | Pf     | Ps     |
| ----------------- | --------- | ------- | ------- | ------- | ------- | ------- | ------- | ------------ | ------------ | ------------ | ------------ | ------------ | ------------ | ------ | ------ | ------ | ------ | ------ | ------ |
| Stagione regolare | .167      | 3       | 0       | 0       | 3       | 13      | 51      | 3            | 1            | 0            | 2            | 67           | 30           | 6      | 1      | 0      | 5      | 80     | 81     |
| Totale            | .167      | 3       | 0       | 0       | 3       | 13      | 51      | 3            | 1            | 0            | 2            | 67           | 30           | 6      | 1      | 0      | 5      | 80     | 81     |